# Jeff Zatkoff
Jeff Zatkoff, född 9 juni 1987, är en amerikansk professionell ishockeymålvakt som är kontrakterad till Columbus Blue Jackets i NHL och spelar för deras primära samarbetspartner Cleveland Monsters i AHL. Han har tidigare spelat för Los Angeles Kings och Pittsburgh Penguins.
Zatkoff draftades i tredje rundan i 2006 års draft av Los Angeles Kings som 74:e spelare totalt.